# IC37
O IC 37 é um itinerário complementar de Portugal que, quando concluído, ligará as cidades de Viseu e Seia, permitindo uma melhor ligação da região da Beira Serra a Viseu.
Esteve prevista na concessão Serra da Estrela que foi em Fevereiro de 2010 suspensa pelo Governo devido às dificuldades económicas.

## Estado dos Troços
| Troço                 | Situação                                                                                | km |
| --------------------- | --------------------------------------------------------------------------------------- | -- |
| Viseu ( A 25 ) – Seia | Estudos concluídos e validados ambientalmente Projeto suspenso devido à crise económica | 31 |